# UNOVIS

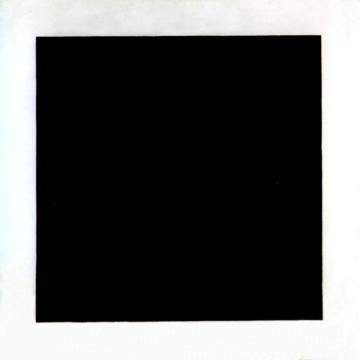
El segell d'UNOVIS; el Quadrat negre de Kazimir Malèvitx

UNOVIS (també conegut com a MOLPOSNOVIS i POSNOVIS) va ser un grup efímer però influent d'artistes russos fundat i liderat per Kazimir Malèvitx a l'Escola d'Art de Vítsiebsk el 1919.
Creat inicialment per estudiants i conegut com a MOLPOSNOVIS, el grup es va formar amb l'objectiu d'explorar i desenvolupar noves teories i conceptes en l'art. Sota el lideratge de Malèvitx, va canviar de nom a UNOVIS, principalment centrant-se en les idees del suprematisme i produint un nombre significatiu de publicacions i projectes que tindrien una influència immediata i de gran abast en l'avantguarda tant de Rússia com de fora. El grup es va dissoldre el 1922.
El nom UNOVIS és una abreviació en rus de "Utverditeli Novogo Iskusstva", o "Els campions del Nou Art", mentre que POSNOVIS era l'abrevació de "Posledovateli Novogo Iskusstva", o "Seguidors del Nou Art", i MOLPONOVIS significava "Joves Seguidors del Nou Art".

## Fundació i creixement

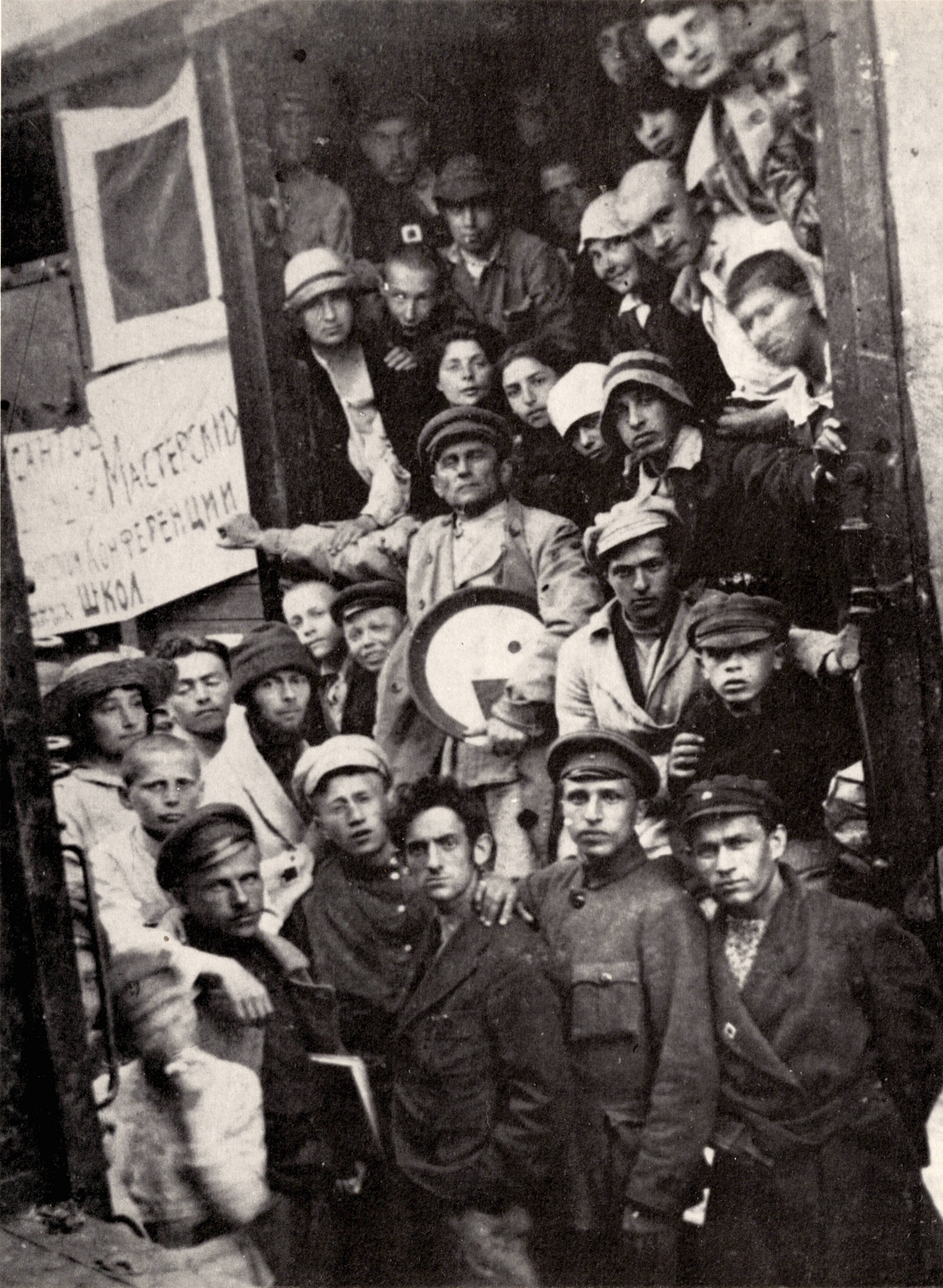
Una foto dels membres d'UNOVIS, amb Malèvitx al centre

En la seva curta història, el grup va patir molts canvis. Inicialment fundat amb el nom de MOLPOSNOVIS, el grup va començar a incloure alguns professors de l'escola com a membres i de seguida va passar a ser POSNOVIS. El grup va ser molt actiu, treballant en una gran quantitat de projectes i experiments, la majoria dels quals són accessibles avui en dia en format Multimèdia. El gener de 1920, Marc Chagall va convidar Malèvitx a ensenyar a l'escola el 1919 i va ser immediatament designat per Vera Yermolayeva, directora de l'escola en aquell moment, per dirigir el grup d'ensenyament. El febrer de 1920, sota la direcció de Malèvitx, el grup va treballar en un ballet suprematista, coreografiat per Nina Kogan, la precursora de la influent òpera futurista Victòria sobre el sol d'Aleksander Kruchenykh. Després d'aquesta producció, POSNOVIS va experimentar més canvis i va passar a dir-se UNOVIS el 14 de febrer de 1920.

## Expansió i influència
A principis del 1920, Marc Chagall va elegir Màlevitx perquè el succeís com a director. Malèvitx va acceptar i no només va reorganitzar de manera radical UNOVIS sinó que també va realitzar importants canvis en el currículum de l'escola. Va transformar UNOVIS en una organització molt estructurada, formant el Consell d'UNOVIS. Mentrestant, les teories i estils del grup evolucionaran de la mà de Malèvitx i els seus alumnes estrella i col·legues, inclosos artistes rusos destacats com El Lissitzky, Lazar Khidekel, Nikolai Suetin, Ilia Chashnik, Vera Ermolaeva, Anna Kagan, i Lev Yudin, entre d'altres. L'objectiu del grup va passar a ser introduir els ideals i dissenys suprematistes en la societat russa, treballant amb i per al govern soviètic, en un pla que incloïa:
| « | ...l'organització de traballs de disseny per a nous tipus d'estructures i requeriments, i la seva implementació; la formulació d'una nova arquitectura; l'elaboració de nous ornaments (tèxtils, tèxtils impresos, càstings i d'altres productes); dissenys de decoracions monumentals per embellir pobles durant dies de festa nacional; dissenys per a decoració d'interiors i exteriors i pintura d'ambients, i la seva implementació; creació de mobles i objectes d'ús quotidià; creació d'un tipus de llibre contemporani i altres desenvolupaments en l'àrea de la impressió." | » |

El grup va portar aquest pla als carrers, decorant gran part de Vítsiebsk amb art i propaganda suprematista. Però Malèvitx tenia plans encara més ambiciosos i motivava els seus estudiants a realitzar obres permanents encara més grandioses, és a dir, arquitectura. El Lissitzky, que era el director d'arquitectura de la facultat, va treballar amb Lazar Khidekel i Illia Chashnik, un parell dels seus estudiants, dibuixant plànols no ortodoxos per a edificis flotants i monumentals estructures d'acer i vidre juntament amb dissenys més pràctics per a complexos d'edificis i fins i tot per al faristol per a l'orador a la plaça del poble. Illia va succeir posteriorment El Lissitzky com a director del grup d'arquitectura, juntament amb l'estudiant Lazar Khidekel.
Abraçant l'ideal comunista, el grup va convertir el crèdit i la responsabilitat per totes les obres que va produir. Van firmar tots els seus treballs amb un quadrat negre, en homenatge a un treball previ de Malèvitx. El mateix treball es va convertir en el segell de facto d'UNOVIS i va ocupar el lloc dels noms o inicials dels individus.
El juny de 1920 les ambicions d'UNOVIS es van accelerar, culminant en la impressió d'una col·lecció sobre la filosofia i les teories d'UNOVIS tals com Lazar Khidekel i Ilya Chasnik, AERO:Articles i Dissenys' (Vítsiebsk, UNOVIS. 1920), i la participació en la "Primera Conferència Russa de professors i alumnes de les Arts", que es va realitzar a Moscou. Els estudiant d'UNOVIS que van viatjar des de Vítsiebsk fins a Moscou van distribuir obres d'art, gasetes, manifestos, pamflets i còpies de l'escrit de Malèvitx "Sobre els Nous Sistemes en l'Art" i còpies del "Almanaque UNOVIS". UNOVIS va aconseguir ser reconegut i es va convertir en un moviment influent.

## Dissolució i llegat

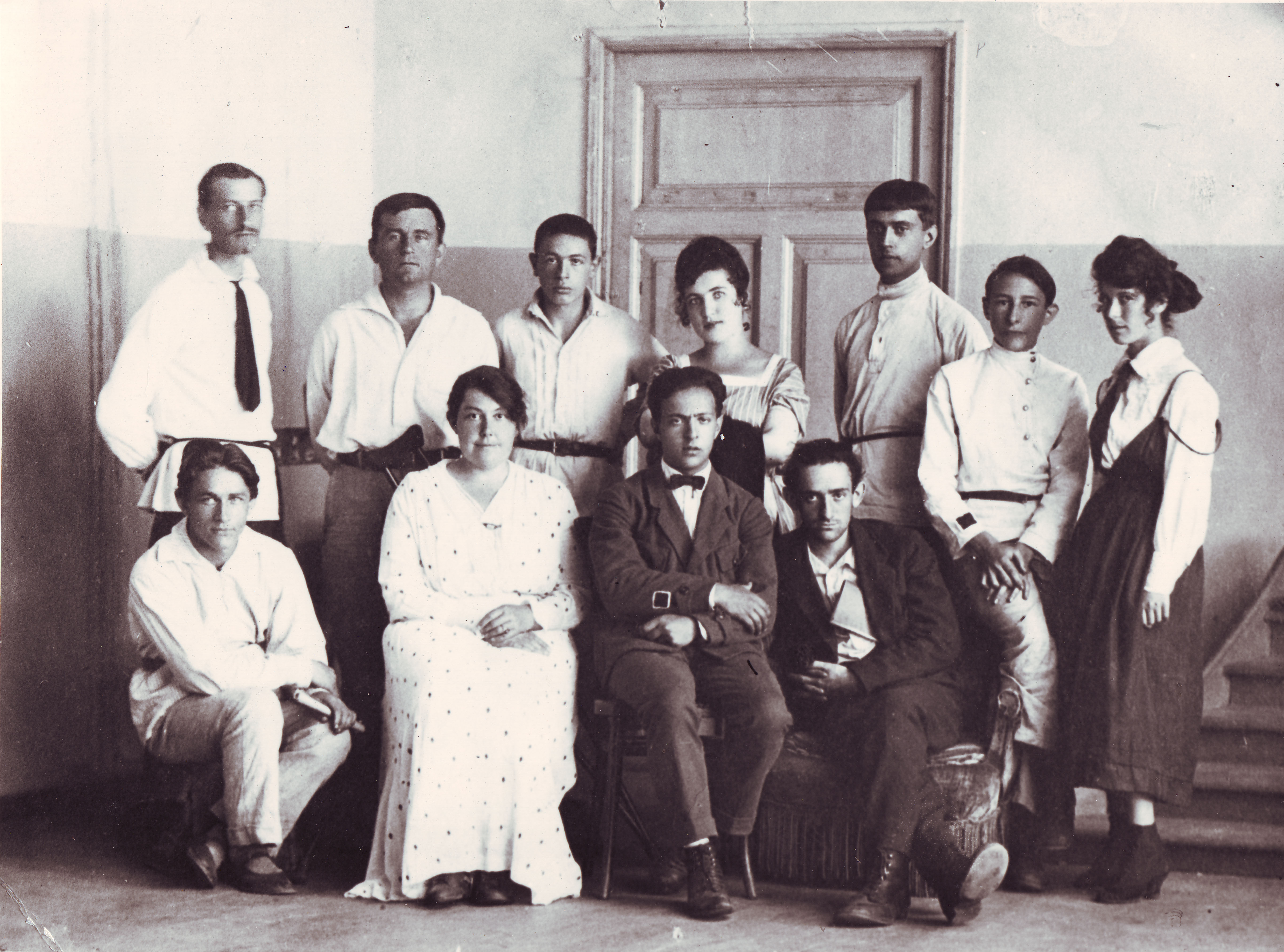
UNOVIS a Vítsiebsk, juny de 1922

Així com la seva influència en l'art va durar generacions, la seva popularitat immediatament després de la conferència va ser efímera. Al voltant del 1922, el nucli del grup es va dividir i dues faccions adverses i contraposades es van formar. Malèvitx i els seus seguidors van advocar per mètodes productius i pràctics de canviar la societat, mentre que la resta va preferir un suprematisme més filosòfic, treballant en el foment de la teoria suprematista en tant que ideologia. En aquell moment, la majoria dels artistes natius associats amb UNOVIS s'havien traslladat a altres escoles, ciutats i moviments. Fins i tot després de la dissolució del grup, es van seguir escrivint publicacions sobre el quadrat negre d'UNOVIS durant anys.